# Palazzo del Comune (Reggio Emilia)
Il palazzo del Comune o Palazzo Casotti è un edificio storico di Reggio Emilia, città capoluogo dell'omonima provincia, in Emilia-Romagna. Situato in piazza Prampolini, nei pressi del Duomo, è sede del municipio della città. Ospita la Sala del Tricolore dove, il 7 gennaio 1797, nacque la bandiera d'Italia. Adiacente a questa sala è situato il museo del tricolore.

## Storia

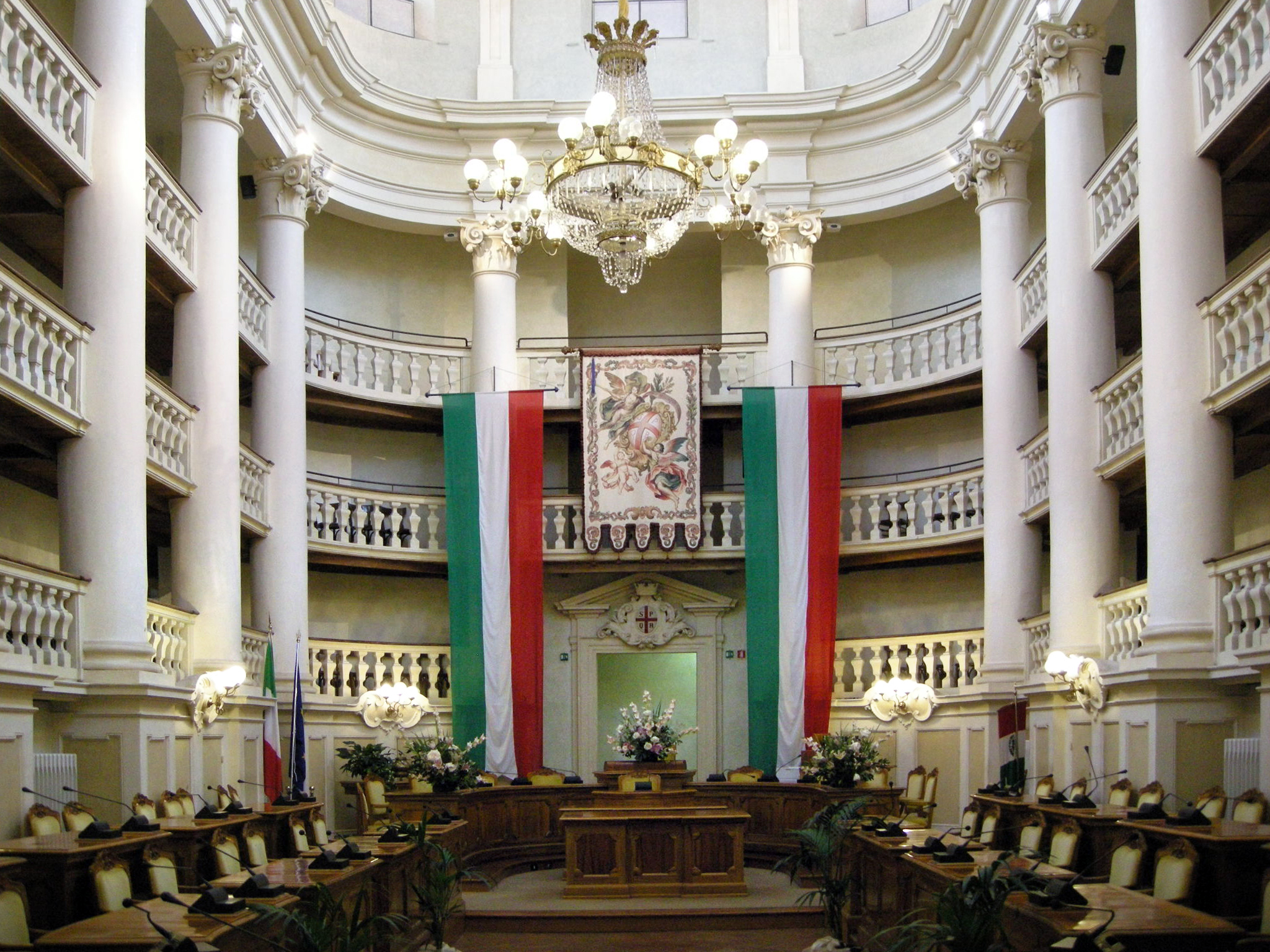
Sala del Tricolore

Fu costruito dal 1414 al 1417. Iniziò a essere utilizzato come sala di riunione del consiglio comunale di Reggio nell'Emilia nel 1434. Venne ampliato nel 1461 con la costruzione dell'ala verso le moderne via Farini e via Croce Bianca: questa porzione di edificio possedeva anche una loggia esterna. Negli anni seguenti il palazzo fu ampliato nuovamente mediante sopraelevazione da Antonio Casotti. Nel 1583 Prospero Pacchioni progettò e realizzò la sua completa ristrutturazione. La facciata dell'edificio fu realizzata nel 1774 su progetto di Ludovico Bolognini.

## Descrizione
La facciata è caratterizzata dalla presenza di un vasto portico a tre arcate alla serliana, sostenute da colonne in stile tuscanico. Appena sotto il cornicione della facciata principale è collocato lo stemma del comune di Reggio nell'Emilia. Alcuni saloni dell'edificio sono decorati con affreschi realizzati nel XVIII e sono arricchiti da dipinti risalenti al XIX secolo. Il palazzo del Comune di Reggio nell'Emilia ospita la Sala del Tricolore dove, il 7 gennaio 1797, nacque la bandiera d'Italia. Adiacente a questa sala è situato il museo del tricolore.

### Sala del Tricolore
La moderna Sala del Tricolore tra il 1772 e il 1785 ospitò il nuovo archivio del comune, creato da Ludovico Bolognini. In seguito venne trasformata nella sala del congresso della Repubblica Cispadana, alla quale appartenevano, oltre a Reggio, Modena, Bologna e Ferrara. Qui, il 7 gennaio 1797, fu approvata dal congresso l'adozione di un vessillo nazionale rosso, bianco e verde, che fu la prima bandiera nazionale italiana. Per tale motivo questo salone venne poi ribattezzato Sala del Tricolore.